# Cirrhaea
Cirrhaea es un género con unas siete especies de orquídeas epífitas simpodiales. Se distribuyen en Brasil. Género muy próximo a Góngora y Polycycnis de los que difiere en tener un labelo de 3 lóbulos y columna.

## Descripción
Todas las especies de este género son epífitas con un desarrollo simpodial. Las raíces son aéreas, blancas y muy finas, desarrollándose en densos paquetes. Algunas raíces se desarrollan hacia arriba en vez de colgar hacia abajo. Esta especialización ayuda en la formación de grandes madejas de raíces aéreas. Muchas se encuentran en asociación con las hormigas de nidos.
Los pseudobulbos cónicos son acanalados y de unos 8 cm de longitud. Dos hojas alternas se producen en el ápice de cada pseudobulbo. Las hojas son coriáceas y con venas pronunciadas, llegando hasta unos 30 cm de longitud.
Las inflorescencias son en racimos desarrollándose desde la base de los pseudobulbos. Los tallos primero crecen hacia arriba, pero pronto se doblan y quedan péndulos. Las numerosas flores se desarrollan mirando hacia abajo, con el labelo hacia arriba. El pedicelo doblado casi circularmente, es característico de este género. Presentan dos sépalos laterales y un sépalo dorsal. Las flores de varias especies son céreas. Las fragancias son diferentes en cada especie. Los polinia están superpuestos en un estipete (un apilamiento de polinias celulares), la cual es recogida por un viscidio en forma de disco. Las flores las poliniza el macho de las abejas euglossinas. Florecen entre marzo y junio.
Las especies de Cirrhaea se desarrollan bien en una mezcla 3:1 de corteza de pino de grano fino y musgo sphagnum, pero tienen un desarrollo menos vigoroso que Gongora. En función de las bajas temperaturas el riego debe de ser reducido, pero sin que los pseudobulbos se arrugen demasiado.
El género Cirrhaea está estrechamente relacionado con Stanhopea, Gongora, Coryanthes, y Peristeria.

## Hábitat
Se desarrollan en las selvas húmedas a poca altura en Brasil.

## Etimología
El nombre Cirrhaea procede de "cirrus" = "zarcillo", en alusión a su rostelo alargado.
Sinónimos:
- Scleropteris Scheidw. (1839)
- Sarcoglossum Beer (1854)

## Especies deCirrhaea
- Cirrhaea dependens (Lodd.) Loudon (1830) - Especie tipo
- Cirrhaea fuscolutea  Lindl. (1833)
- Cirrhaea loddigesii  Lindl. (1832)
- Cirrhaea longiracemosa  Hoehne (1933)
- Cirrhaea nasuta  Brade (1949)
- Cirrhaea seidelii  Pabst (1972)
- Cirrhaea silvana  V.P. Castro & Campacci (1990)